# 東北走廊線
東北走廊線（英語：Northeast Corridor Line），是一條由新澤西公共交通公司營運的通勤鐵路線，大部分路段行走美鐵的東北走廊。它是賓夕法尼亞鐵路來往特倫頓轉運中心及紐約賓州車站列車的繼承者。抵達紐約賓州車站後，部分列車上客並回到新澤西，其他則繼續東行至陽邊車廠儲車。多數維修於路線西端的莫里斯維爾車廠進行。東北走廊線於新澤西交通地圖以紅色顯示，標誌為議會大廈。普林斯頓支線是連接此線的一個接駁服務